# Berberstenskvätta
Berberstenskvätta (Oenanthe moesta) är en tätting som numera placeras i familjen flugsnappare.  Den förekommer i Nordafrika och västra Asien. Beståndet anses vara livskraftigt. 

## Kännetecken

### Utseende
Berberstenskvättan är en medelstor stenskvätta med en kroppslängd på 14,5–16 centimeter. Den liknar ytligt kurdstenskvättan med sin rödbruna över- och undergump samt hos hanen mörka vingar, svart strupe och ljusare hätta och nacke. Berberstenskvättan är dock något större samt har längre näbb och ben. Karakteristiskt är att de mörka vingtäckarna är vitbrämade. Vidare är hos hanen ryggen mörkgrå och stjärtens svarta ändband är brett med rödbrun stjärtbas och rostbeige övergump (alltså utan inslag av vitt). Honan är omisskännlig och unik bland stenskvättorna med ett rödbrunt huvud. Den har likt hanen även ett ljust stråk på vingen.

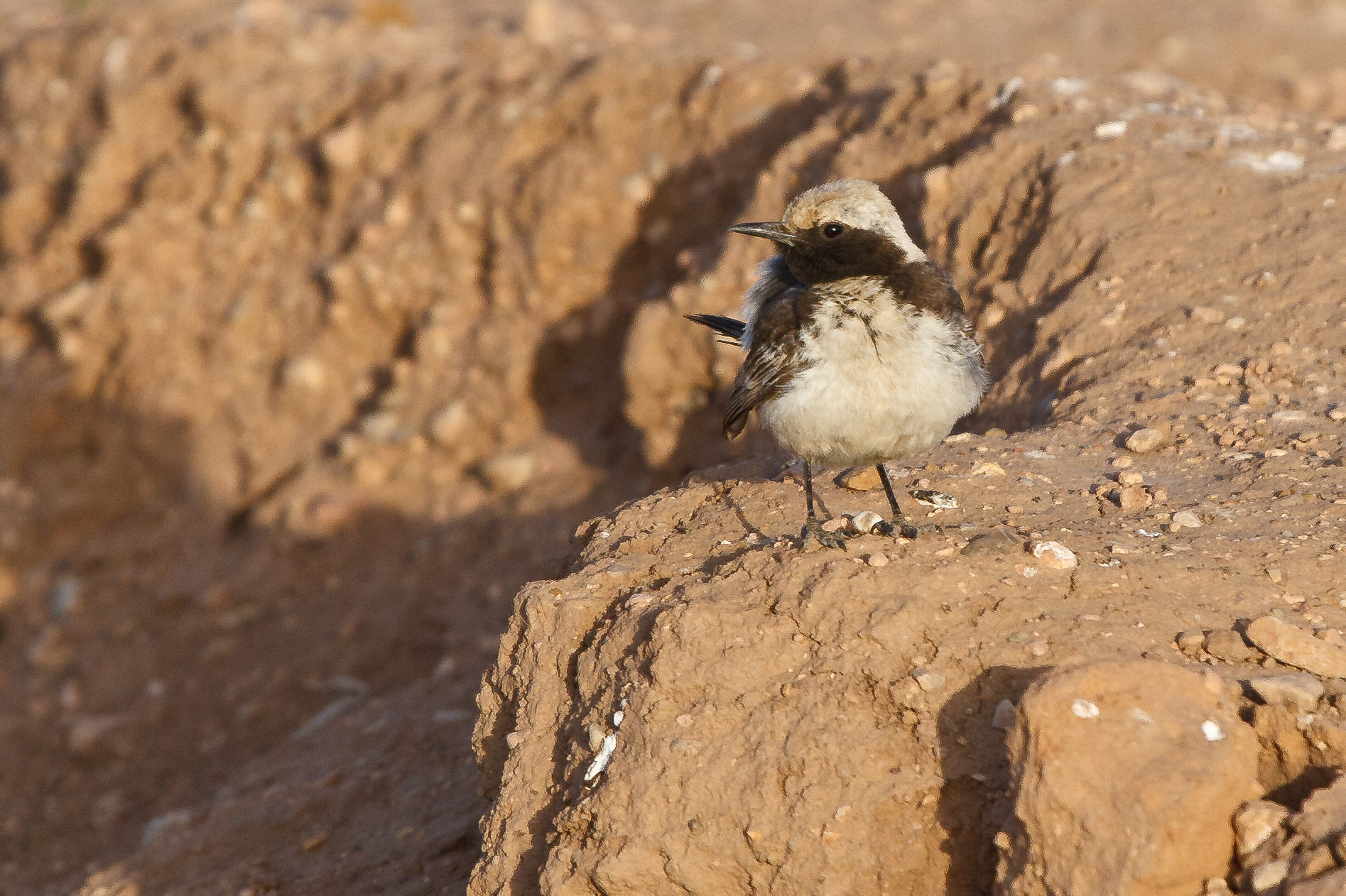

### Läten
Berberstenskvättans sång är rätt annorlunda för en stenskvätta, med en lågmäld och förhållandevis djup röst, utan klar struktur och karakteristiskt darrande röst. Lätet yttrat vid oro är ett kort prritt som upprepas.

## Utbredning och systematik
Berberstenskvättan förekommer i Afrika norr om Sahara samt vidare österut till västra Mellanöstern. Den behandlas som monotypisk eller delas in i två underarter:
- Oenanthe moesta moesta – nordvästra Mauretanien till Marocko och kusten i nordvästra Egypten
- Oenanthe moesta brooksbanki – förekommer från södra Syrien till Jordanien, nordvästra Saudiarabien (dock ej bekräftad)[6] och sydvästra Irak (där den dock inte observerats sedan 1920-talet)[6]

Arten har även häckat i Israel.

### Familjetillhörighet
Stenskvättorna ansågs fram tills nyligen liksom bland andra buskskvättor, stentrastar, rödstjärtar vara små trastar. DNA-studier visar dock att de är marklevande flugsnappare (Muscicapidae) och förs därför numera till den familjen.

## Levnadssätt
Berberstenskvättan påträffas på låglänta torra hedar eller i karg, stenig halvöken, ibland i lågvuxen vegetation och tamarisk. Den undviker således ren öken. Den tillbringar mycket tid på marken och ses ofta pumpa uppåt med stjärten och sedan sänka den sakta, likt svart stenskvätta. Fågeln lever liksom övriga arter i släktet av insekter. Den bygger sitt bo i ett hål i marken, ofta ett gammalt gnagarhål.

## Status och hot
Arten har ett stort utbredningsområde och en stor population med stabil utveckling. Utifrån dessa kriterier kategoriserar IUCN arten som livskraftig (LC). Världspopulationen har inte uppskattats, men beskrivs som lokalt vanlig i Tunisien men mycket sällsynt i Israel.